# 備後庄原站
備後庄原站（日语：／ Bingo-Shōbara eki */?）是位於廣島縣庄原市中本町二丁目13番1號，西日本旅客鐵道（JR西日本）的藝備線車站。

## 概要
此站為庄原市代表車站。曾經為急行列車停車站，現時只有普通列車停站，並且班次很少。此站前往廣島市內方法除了鐵路外，還有巴士路線。巴士比鐵道車費昂貴220日圓（前往廣島巴士中心／前往廣島站則昂貴260日圓），從此站步行2分鐘即可到達庄原巴士中心，在該處設有高速巴士前往廣島市內。而巴士的所需時間較短，並且可以直達市內正中心的廣島巴士中心。此站前往三次市的巴士車費比鐵路高130日圓，而且備北交通三城線的班次為每小時1至2班，比藝備線的列車班次多。
此站名稱冠上了｢備後｣兩字，這是由於在1910年，同音異字的莊原站（山陰本線）已經啟用。

## 歷史
- 1923年（大正12年）12月8日 - 藝備鐵道（日语：芸備鉄道）鹽町站（現時為神杉站）至此站開業，此站啟用。
- 1933年6月1日：藝備鐵道被國有化，轉為國有鐵道庄原線的車站[1]。
- 1934年（昭和9年）3月15日 - 庄原線此站至備後西城站之間開通。
- 1936年（昭和11年）10月10日 - 庄原線編入至三神線，備中神代站至備後十日市站（現時：三次站）之間為三神線。此站成為三神線車站。
- 1937年（昭和12年）7月1日 - 備中神代站至廣島站之間成為藝備線。此站成為藝備線車站。
- 1987年4月1日：隨國鐵分割民營化，車站由西日本旅客鐵道（JR西日本）營運。
- 2002年（平成14年）
  - 3月23日 - 成為簡易委託車站。藝備線的急行列車「三次」進行整合。該列車在三次站至備後落合站之間為普通列車。
  - 秋天 - 為了師生課後活動後回家對策，來往此站的班次在上學日延長至備後西城站。
- 2007年（平成19年）7月1日 - 藝備線的急行列車全部廢止。
- 2018年（平成30年）
  - 7月6日 - 發生豪雨，此站暫停服務。
  - 10月4日 - 三次站至此站重開。
  - 12月20日 - 此站至備後落合站之間重開[2]。

## 車站構造

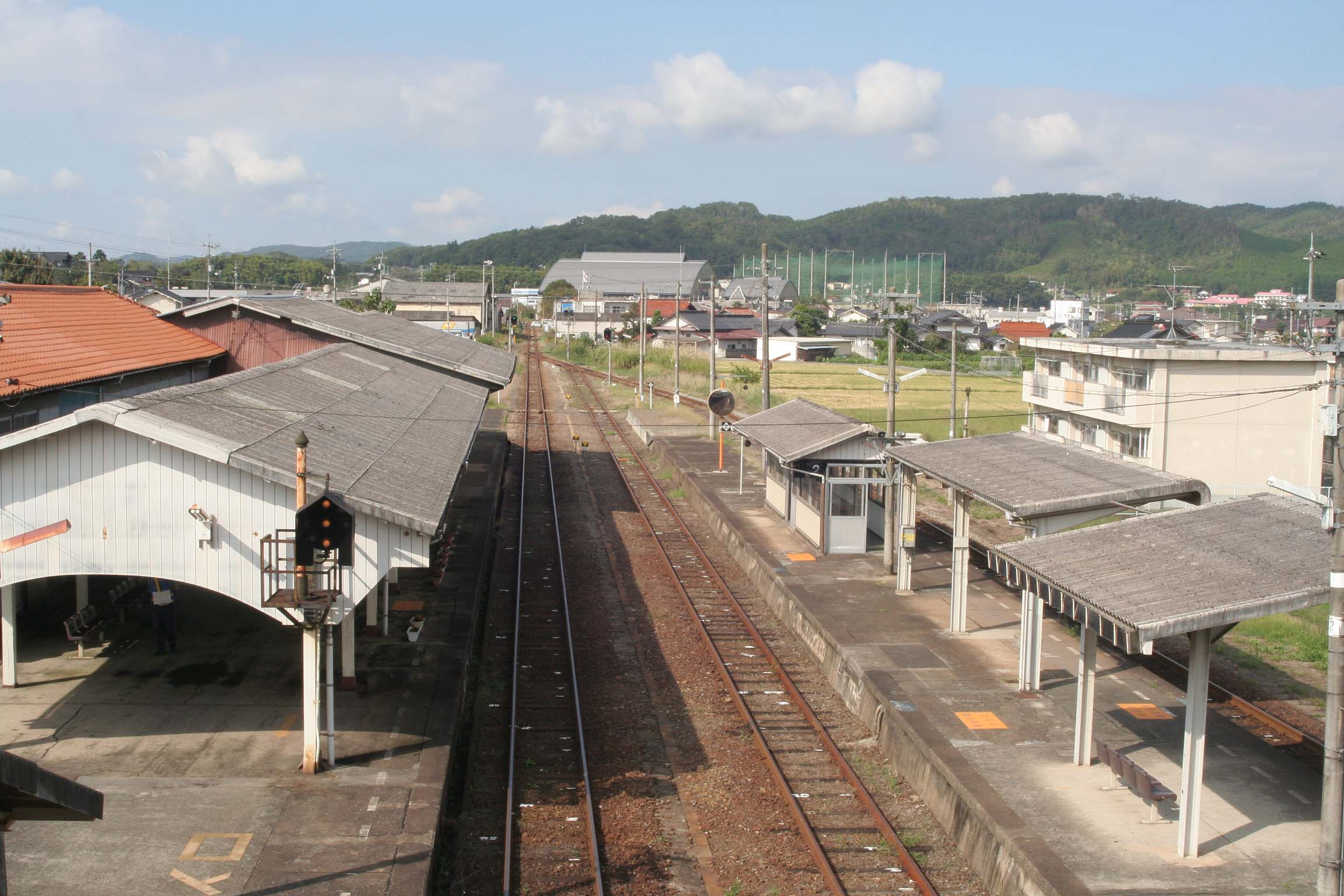
站內（2007年10月3日）

車站是一座地面車站，設有2面3線的月台，可進行列車交會和折返。
此站是由三次鐵道部管理的簡易委託車站，委托庄原市負責車站業務。此站委托地方自治體進行車站業務，因此相比其他個人和機構的簡易委託車站中的業務，此站較多業務。此站委托業務包括了售發指定票和檢票業務，尤如一座業務委託車站。此站沒有自動售票機，設有櫃臺和POS終端售賣車票、回數票、自由席特急票、定期票、費用專用補充票和指定席票。車站大樓位於單式1號月台側，各月台之間設有跨線橋連接。在站內設有數條側線。曾經此站設有男女共用廁所，現時於託兒所處設有男女廁所（濕廁）。現時車站正在加建無障礙廁所。

### 月台
| 月台 | 路線   | 上下行 | 方向           | 備註                        |
| ---- | ------ | ------ | -------------- | --------------------------- |
| 1    | 藝備線 | 下行   | 三次、廣島方向 | 從此站出發的列車使用2號月台 |
| 2、3 | 藝備線 | 上行   | 備後落合方向   |                             |

1號月台為下行本線，3號月台為上行本線，2號月台為上下行共用的待避線（中線），供三次站至此站之間折返列車使用。

## 車站周邊
車站周邊為庄原市中心。
- 庄原市政廳
- 庄原郵局（日语：庄原郵便局）
- 庄原巴士中心（日语：庄原バスセンター）（步行2至3分鐘）
- 上野公園
- 廣島縣立庄原格致高等學校（日语：広島県立庄原格致高等学校）
- 廣島縣立庄原實業高等學校（日语：広島県立庄原実業高等学校）
- 庄原紅十字醫院（日语：庄原赤十字病院）
- 庄原大酒店

## 使用狀況
根據「廣島縣統計年鑑」，以下為近年1日平均乘車人次列表：
| 年度                | 1日平均 乘車人次 |
| ------------------- | ---------------- |
| 1981年（昭和56年）  | 257              |
|                     |                  |
| 1987年（昭和62年）  | 325              |
| 1988年（昭和63年）  | 481              |
| 1989年（平成 元年） | 325              |
| 1990年（平成02年）  | 321              |
| 1991年（平成03年）  | 316              |
| 1992年（平成04年）  | 289              |
| 1993年（平成05年）  | 284              |
| 1994年（平成06年）  | 277              |
| 1995年（平成07年）  | 270              |
| 1996年（平成08年）  | 280              |
| 1997年（平成09年）  | 270              |
| 1998年（平成10年）  | 250              |
| 1999年（平成11年）  | 215              |
| 2000年（平成12年）  | 210              |
| 2001年（平成13年）  | 210              |
| 2002年（平成14年）  | 188              |
| 2003年（平成15年）  | 155              |
| 2004年（平成16年）  | 148              |
| 2005年（平成17年）  | 149              |
| 2006年（平成18年）  | 146              |
| 2007年（平成19年）  | 153              |
| 2008年（平成20年）  | 150              |
| 2009年（平成21年）  | 141              |
| 2010年（平成22年）  | 128              |
| 2011年（平成23年）  | 126              |
| 2012年（平成24年）  | 103              |
| 2013年（平成25年）  | 119              |
| 2014年（平成26年）  | 110              |
| 2015年（平成27年）  | 131              |
| 2016年（平成28年）  | 143              |
| 2017年（平成29年）  | 151              |
| 2018年（平成30年）  | 116              |

## 相鄰車站
西日本旅客鐵道（JR西日本）
 藝備線
高－備後庄原－備後三日市

## 注腳
1. ↑  日本《官報》第1917號「鐵道省告示第205號」，1933年5月25日：第716頁。
2. ↑  「西日本豪雨（平成30年7月豪雨）」に伴う運転計画・復旧状況について：JR西日本 （页面存档备份，存于） （日語）

## 外部連結
- 備後庄原｜車站資訊：JR出門網 - 西日本旅客鐵道（日語）